# NYX Professional Makeup
NYX Professional Makeup è un'azienda cosmetica statunitense sussidiaria di L'Oréal. L'azienda è stata fondata a Los Angeles da Toni Ko nel 1999. Prende il nome da Nyx, la dea greca della notte. I prodotti NYX sono venduti in oltre 70 paesi, presso i negozi specializzati di bellezza e moda e negozi indipendenti oltre ad essere commercializzati online.

## Storia
Originario della Corea del Sud e trasferito negli Stati Uniti all'età di 13 anni, Toni Ko ha fondato la NYX Cosmetics a 25 anni grazie a un prestito di $250.000 dai suoi genitori. I primi prodotti commercializzati sono state le matite per occhi jumbo che inizialmente erano destinate ai professionisti del trucco. Successivamente, i prodotti sono stati distribuiti in negozi specializzati, supermercati e nei negozi con il proprio marchio.
Nel 2014 Ko ha venduto NYX alla multinazionale L'Oréal per 500 milioni di dollari. La vendita prevedeva una clausola di non concorrenza di cinque anni.
A seguito dell'acquisizione, l'azienda ha iniziato la commercializzazione di rossetti, lucidalabbra e fondotinta minerale. Nel settembre 2015, L'Oréal ha introdotto negozi fisici dedicati ai cosmetici NYX e gestisce negozi indipendenti in Australia, Austria, Armenia, Belgio, Canada, Cile, Croazia, Estonia, Francia, Germania, India, Italia, Lettonia, Lituania, Romania, Serbia, Spagna, Regno Unito e Stati Uniti. Nel 2016, NYX ha registrato una crescita delle vendite annue del 4,7% e ha lanciato NYX Professional Makeup.

## Partnership
Il 6 marzo 2019, la NYX ha annunciato la sua prima sponsorizzazione esclusiva di cosmetici del Coachella Valley Music and Arts Festival 2019.